# Sciops rubiginosa
Sciops rubiginosa är en nattsländeart som beskrevs av Georg Ulmer 1951. Sciops rubiginosa ingår i släktet Sciops och familjen ryssjenattsländor. Inga underarter finns listade i Catalogue of Life.